# 小説現代長編新人賞
小説現代長編新人賞（しょうせつげんだいちょうへんしんじんしょう）は講談社が主催し、講談社発行の小説誌『小説現代』において募集、発表される公募新人文学賞である。小説現代新人賞（1963年 - 2005年、中短編小説の公募新人賞）をリニューアルし、2006年より開始された。作品のジャンルは問われない。受賞者には賞状、及び300万円が贈られる。

## 受賞作一覧
特記がなければ、初刊は講談社、文庫は講談社文庫刊。
| 回（年）         | 応募数 | 賞     | 受賞作                                                 | 著者           | 初刊       | 文庫化     |
| ---------------- | ------ | ------ | ------------------------------------------------------ | -------------- | ---------- | ---------- |
| 第1回（2006年）  | 676編  | 受賞   | ワーホリ任侠伝                                         | ヴァシィ章絵   | 2006年10月 | 2011年1月  |
| 第1回（2006年）  | 676編  | 奨励賞 | 火ノ児の剣 新井白石斬奸録                              | 中路啓太       | 2006年10月 | 2009年12月 |
| 第2回（2007年）  | 698編  | 受賞   | 色には出でじ 風に牽牛                                  | 田牧大和       | 2007年10月 | 2010年12月 |
| 第2回（2007年）  | 698編  | 奨励賞 | 東京駅太郎                                             | 火田良子       | 2007年10月 |            |
| 第3回（2008年）  | 713編  | 受賞   | 地獄番 鬼蜘蛛日誌                                      | 斎樹真琴       | 2008年10月 | 2011年2月  |
| 第3回（2008年）  | 713編  | 奨励賞 | 実さえ花さえ、この葉さえ                               | 朝井まかて     | 2008年10月 | 2011年12月 |
| 第4回（2009年）  | 734編  | 受賞   | 山姫抄                                                 | 加藤元         | 2009年10月 | 2012年12月 |
| 第5回（2010年）  | 915編  | 受賞   | 盤上のアルファ                                         | 塩田武士       | 2011年1月  | 2014年2月  |
| 第5回（2010年）  | 915編  | 奨励賞 | 我が糸は誰を操る                                       | 吉川永青       | 2011年5月  | 2013年7月  |
| 第6回（2011年）  | 841編  | 受賞   | 赤刃                                                   | 長浦縁真       | 2012年1月  | 2015年11月 |
| 第6回（2011年）  | 841編  | 受賞   | 焔火                                                   | 吉村龍一       | 2012年1月  |            |
| 第7回（2012年）  | 914編  | 受賞   | 指月の筒                                               | 西田耕二       | 2012年11月 |            |
| 第7回（2012年）  | 914編  | 奨励賞 | 白球と爆弾                                             | 朝倉宏景       | 2013年3月  | 2016年7月  |
| 第8回（2013年）  | 911編  | 受賞   | 柿の木、枇杷も木                                       | 中澤日菜子     | 2014年1月  | 2016年8月  |
| 第9回（2014年）  | 903編  | 受賞   | 三皇の琴 天地を鳴動さす                                | 小島環         | 2015年1月  | 2017年4月  |
| 第10回（2015年） | 806編  | 受賞   | ヒモの穴                                               | 坂上琴         | 2016年1月  |            |
| 第11回（2016年） | 1036編 | 受賞   | お師匠さま、整いました!                                | 泉ゆたか       | 2017年1月  | 2019年2月  |
| 第11回（2016年） | 1036編 | 奨励賞 | あの頃トン子と                                         | 城明           | 2017年1月  |            |
| 第12回（2017年） | 997編  | 受賞   | 幕末ダウンタウン                                       | 葭森大祐       | 2018年1月  | 2023年3月  |
| 第12回（2017年） | 997編  | 奨励賞 | ネカフェナース                                         | 李周子         | 2018年1月  |            |
| 第13回（2018年） | 995編  | 受賞   | sweet my home                                          | 神津凛子       | 2019年1月  | 2021年6月  |
| 第13回（2018年） | 995編  | 奨励賞 | Cocoon                                                 | 夏原エヰジ     | 2019年8月  | 2020年8月  |
| 第14回（2019年） | 1209編 | 受賞   | 晴れ、時々くらげを呼ぶ                                 | 鯨井あめ       | 2020年6月  | 2022年6月  |
| 第14回（2019年） | 1209編 | 受賞   | 惑星難民X                                              | パリュスあや子 | 2020年8月  |            |
| 第14回（2019年） | 1209編 | 奨励賞 | 無駄花                                                 | 中真大         | 2020年9月  |            |
| 第15回（2020年） | 767編  | 受賞   | 檸檬先生                                               | 珠川こおり     | 2021年5月  | 2023年6月  |
| 第15回（2020年） | 767編  | 奨励賞 | 桎梏の雪                                               | 仲邑燈         | 2021年7月  |            |
| 第16回（2021年） | 966編  | 受賞   | レペゼン母                                             | 宇野碧         | 2022年8月  |            |
| 第16回（2021年） | 966編  | 奨励賞 | リメンバー・マイ・エモーション                         | 実石沙枝子     | 2022年10月 |            |
| 第17回（2022年） | 1068編 | 受賞   | いつかただの思い出になる（どうしようもなく辛かったよ） | 朝霧咲         | 2023年9月  |            |
| 第17回（2022年） | 1068編 | 受賞   | うるうの朝顔                                           | 水庭れん       | 2023年6月  |            |
| 第18回（2023年） | 1163編 | 受賞   | 転びて神は、眼の中に                                   | 桜井真城       | 2024年6月  |            |

## 選考委員
- 第1回 石田衣良、伊集院静、角田光代、重松清、花村萬月
- 第2回 - 第8回 石田衣良、伊集院静、角田光代、重松清、杉本章子、花村萬月
- 第9回 - 第11回 石田衣良、伊集院静、角田光代、花村萬月
- 第12回 - 第13回 朝井まかて、石田衣良、伊集院静、角田光代、花村萬月
- 第14回 - 第15回 朝井まかて、伊集院静、中島京子、宮内悠介、薬丸岳
- 第16回 朝井まかて、中島京子、宮内悠介、薬丸岳
- 第17回 - 第18回 朝井まかて、中島京子、凪良ゆう、宮内悠介、薬丸岳